# سوزان آن إدسون
كانت سوزان آن إدسون (4 يناير 1823- 13 نوفمبر 1897) واحدة من أولى النساء اللواتي التحقن بكلية الطب، وعملت في فيلق ممرضات جيش الحرب الأهلية، وكانت صديقة وطبيبة شخصية للرئيس جيمس إيه. غارفيلد وزوجته لوكريشيا.

## النشأة والتعليم
وُلدت سوزان آن إدسون في 4 يناير 1823 في فليمنغ، نيويورك. والداها جون جوي إدسون وسارة إي بارنز.
تزوجت أختها سارة فيلينا إدسون (مواليد 1818) من ستيرن جون ويتون أندرهيل. بعد الطلاق، احتفظت سارة بحضانة الأطفال. على غير المعتاد في ذلك الوقت، احتفظت سارة باسمها ورفعت دعوى قضائية لتغيير الاسم الأخير لأبنائها إلى إدسون. نشرت سارة صحيفة معنية بحقوق المرأة.
التحقت سوزان آن إدسون بكليتين، كلية الطب الانتقائي في سينسيناتي وكلية المعالجة المثلية في كليفلاند. تخرجت من كلية الطب الانتقائي في سينسيناتي في عام 1853 ثم حصلت على شهادتها الإضافية من كليفلاند في 1 مارس 1854. كانت واحدة من أولى النساء اللواتي التحقن بكلية الطب. وتشير الروايات إلى أنها كانت سابع امرأة تحصل على شهادة في الطب في الولايات المتحدة.

## الحياة المهنية
بعد التخرج، افتتحت الدكتورة إدسون عيادة إما في كليفلاند أو في مسقط رأسها في نيويورك. عندما بدأت الحرب الأهلية الأمريكية، انضمت إدسون إلى فيلق ممرضات جيش الحرب الأهلية مع أخواتها. خدمت في واشنطن العاصمة وفي فورت مونرو، وهي مستوطنة صغيرة للاتحاد محاطة بالأراضي الكونفدرالية.
خدمت الدكتورة إدسون أيضًا خلال الحرب في مستشفى وفندق الاتحاد في وينشستر، فيرجينيا. حسّنت إدسون الصرف الصحي في المستشفى وأسهمت في انخفاض معدل الوفيات فيها.
بعد الحرب مباشرة، عادت الدكتورة إدسون إلى منزلها في شمال ولاية نيويورك وعملت فيها. في 23 مايو 1872، عادت إلى واشنطن العاصمة، حيث بقيت حتى وفاتها. في واشنطن، أدارت عيادة كبيرة، وزارت الكثير من المنازل لأغراض علاجية حتى قيل إنها «امتطت خيولًا وعربات أكثر من أي طبيب آخر في المدينة». تخصصت إدسون في علاج أمراض النساء.

## الحياة الشخصية
لم تتزوج إدسون قط. كانت صديقة كارولين بي. وينسلو. التحقتا بكلية الطب معًا، وخدمتا معًا خلال الحرب الأهلية، وانتقلتا إلى واشنطن بعد الحرب. دعمت وينسلو وإدسون معًا حق المرأة في التصويت.

### العلاقة مع عائلة غارفيلد
كان نيدي غارفيلد، ابن جيمس إيه. غارفيلد الذي كان آنذاك عضوًا في الكونغرس، من مرضى الدكتورة إدسون، وأصيب بمرض خطير. عاش جيمس ولوكريشيا غارفيلد بالقرب من الدكتورة إدسون خلال هذا الوقت، وشاركاها حزنهما بعد وفاة نيدي.
استمرت علاقتهم المهنية بعد انتخاب غارفيلد رئيسًا في عام 1880. كانت صحة لوكريشيا ضعيفة واحتاجت عناية طبية متكررة. أصبح وجود إدسون في البيت الأبيض مألوفًا، واعتنت بالسيدة الأولى خلال إصابتها بالملاريا في مايو 1881.
بعد أشهر فقط، في يوليو 1881، أطلق القاتل تشارلز جيه جيتو النار على الرئيس غارفيلد. استُدعي فريق من الأطباء لعلاج الرئيس، بقيادة الدكتور ويلارد بليس. واستُدعيت إدسون وابن عم غارفيلد، الدكتور سيلاس إيه. بوينتون للمساعدة. مكثت إدسون مع غارفيلد أكثر من أي طبيب آخر، بتشجيعِ من لوكريشيا والأطفال. لم تستطع إدسون المساعدة بسبب تقييد بليس. خلال ثلاثة أشهر من علاج غارفيلد، ورد أن بليس لم يأخذ بنصائح إدسون قط. أشارت إدسون وبوينتون إلى أن المعالجة التي تلقاها غارفيلد لم تكن ملائمة لحالته الصحية وظروفه الموجودة مسبقًا. كان إدسون وبوينتون على دراية بالمشكلات المَعِديّة السابقة التي تجاهلها بليس تجاهلًا واضحًا، ما سبب تردٍ في حالة غارفيلد، وتابع بليس استخدام طرق العلاج التي أساءت إلى حالة الرئيس. مع تدهور حالة غارفيلد واستمرار طرق بليس العلاجية غير الفعالة ورفضه آراء إدسون، غادرت إدسون إلبيرون، نيو جيرسي. واصل الأطباء الباقون، ومنهم بوينتون وبليس، علاج غارفيلد حتى وفاته في سبتمبر 1881.